# Schon wieder Weihnachten
Schon wieder Weihnachten (Originaltitel: Tudo Bem no Natal Que Vem) ist ein brasilianischer Spielfilm aus dem Jahr 2020 unter der Regie von Roberto Santucci und mit Leandro Hassum, Elisa Pinheiro und Danielle Winits in den Hauptrollen. Die Weihnachtskomödie erschien am 3. Dezember 2020 auf Netflix.

## Handlung
Seit seiner Kindheit hat Jorge das Weihnachtsfest immer gehasst, weil er an Weihnachten geboren wurde. Als Jugendlicher verbrachte er die Feiertage mit seinen Freunden, aber als er Laura kennenlernte und Kinder bekam, konnte er dem Fest nicht mehr ausweichen.
Am Heiligabend 2010 wacht Jorge auf, um sich auf das bevorstehende Fest vorzubereiten. Er ist genervt von der ganzen Weihnachtsatmosphäre: Geschenke kaufen, Familienessen mit allen Verwandten und sogar der Geburtstagskuchen für ihn. Er weigert sich auch, mit seinen Kindern und Enkelkindern zu spielen oder Filme zu sehen. Das Abendessen an diesem Abend ist eine Katastrophe: Die Verwandten streiten sich und laufen weg, andere verlangen ständig Geld. Nachdem er sich bei seinem Schwiegergroßvater Vô Nhanhão beschwert hat, der seit vielen Jahren nicht mehr geredet hat, sagt Nhanhão ihm, dass er die wahre Bedeutung von Weihnachten noch erfahren werde. Jorge wird von seiner Frau Laura gezwungen, sich als Weihnachtsmann zu verkleiden, stürzt aber vom Dach seines Hauses und fällt in Ohnmacht.
Als Jorge am nächsten Morgen aufwacht, stellt er ungläubig fest, dass es Heiligabend 2011 ist und er sich an das vergangene Jahr nicht mehr erinnern kann, obwohl sein Leben ganz normal weiterging – er besitzt ein neues Auto, wurde auf der Arbeit befördert und raucht heimlich. Wie im Jahr zuvor erlebt Jorge zu Weihnachten einige der gleichen Ereignisse – Leo bittet ihn um Geld, Luana lädt ihren neuen Freund ein und Onkel Victor ist am Esstisch beleidigt und läuft mit dem Truthahn davon.
Wieder einmal wacht Jorge am Heiligabend auf, dieses Mal im Jahr 2012, und kann sich erneut an das Jahr davor nicht erinnern. Um nicht noch einen weiteren Heiligabend mit der Familie verbringen zu müssen, beschließt Jorge, jedes Jahr nach dem Aufwachen Schlaftabletten zu nehmen. Im Jahr 2021 verhindert Laura jedoch, dass Jorge die Tabletten nimmt, und er ist gezwungen, sich den Veränderungen in seinem Leben zu stellen. Im Laufe des Tages erfährt er, dass er aufgrund seines ungesunden Lebensstils zwei Bypassoperationen hatte und dass er eine Affäre mit seiner Sekretärin Márcia angefangen hat.
Am Heiligabend 2022 wacht Jorge in der luxuriösen Wohnung seiner Affäre auf und findet heraus, dass er sich von Laura hat scheiden lassen und mit Márcia zusammengezogen ist. Außerdem sieht er sich ein aufgezeichnetes Video von dem Jorge an, der an den übrigen 364 Tagen lebt und ihm sagt, er solle sein neues Leben genießen. Nach einem Selbstmordversuch hört Jorge, dass sein Sohn das Studium abgebrochen hat, dass Onkel Victor gestorben ist und dass Laura noch immer Gefühle für ihn hegt. Am Ende des Abends fleht Jorge Laura an, ihre Beziehung nicht aufzugeben. Márcia droht Jorge, ihn nächstes Jahr weit weg aufwachen zu lassen, damit er seine Familie nicht mehr sehen kann.
Am Heiligabend 2023 erwacht Jorge auf einer abgelegenen Insel, entdeckt aber, dass Laura an seiner Seite ist. Die beiden beschließen, jeden Heiligabend an einem anderen Ort zu verbringen, zum Beispiel in Paris, Moskau oder am Nordpol. Doch eines Jahres wacht Jorge zu Hause auf und erfährt, dass seine Tochter ein Kind bekommen hat, aber gleichzeitig unheilbar an Brustkrebs erkrankt ist. Jorge erkennt den Ernst der Lage und beschließt, sich mit seiner Tochter ihren Lieblingsfilm Shrek – Oh du Shrekliche anzuschauen, wie sie es sich immer gewünscht hat. 
Im nächsten Jahr erfährt Jorge, dass seine Tochter gestorben ist, und kommt Jorges Vater, zu dem er nie ein gutes Verhältnis hatte, zu Besuch. Die beiden können sich von Angesicht zu Angesicht unterhalten, und Jorge versteht endlich den Wert der kleinen Dinge und den Geist von Weihnachten. Jorge wird daraufhin von Nhanhão aufgefordert, sich etwas zu wünschen. Nachdem Laura ihm seinen Geburtstagskuchen gebracht hat und Jorge sich etwas gewünscht hat, erwacht Jorge am Heiligabend 2010. Die Familie ist überrascht von Jorges neuer Fröhlichkeit, der sich noch nie so sehr auf Weihnachten gefreut hat wie in diesem Jahr.

## Produktion
Die Dreharbeiten zu Schon wieder Weihnachten erfolgten im Dezember 2019 in Rio de Janeiro. Der Film wurde am 3. Dezember 2020 auf dem Streamingdienst Netflix veröffentlicht.

## Rezeption

### Zuschauerzahlen
Schon wieder Weihnachten hatte auf Netflix innerhalb des ersten Monats nach der Veröffentlichung 26 Millionen Zuschauer. Zu dem Zeitpunkt zählte der Film unter den brasilianischen Netflix-Mitgliedern zu den drei am meisten gesehenen Filmen der letzten zehn Jahre.

### Kritiken
Das Lexikon des internationalen Films schrieb zu Schon wieder Weihnachten: „Ähnlich wie Charles Dickens’ „Christmas Carol“ nutzt der Film sein Fantasy-Motiv, um von der Läuterung eines Mannes zu erzählen, der durch die Konfrontation mit zukünftigen Weihnachtsfesten lernt, die Prioritäten in seinem Leben neu zu setzen. Als Mischung aus Klamauk und ein bisschen Melodram solide unterhaltend.“
Oliver Armknecht von Film-rezensionen.de lobte das originelle Szenario, das später auch genutzt werde, um sympathische Lebensweisheiten mit auf den Weg zu geben. Der Humor bleibe aber größtenteils langweilig und gleichförmig.
Jemima Wittig der Neuen Westfälischen urteilte, die Idee der Wiederholung und die einer Art Amnesie hätten eine interessante Geschichte ergeben können. Jorges jährliches Erwachen wecke jedes Mal kurz Neugier, allerdings wirken die Gesten und Mimiken der Schauspieler grotesk übertrieben und reagieren die einzelnen Charaktere wie in einer Seifenoper in übertriebener Form aufeinander. Erst in den letzten Minuten werde klar, dass der Film weniger Weihnachten als das Leben selbst zum Thema habe. Der Film an sich werde dieser guten Botschaft jedoch nicht wirklich gerecht.

## Besetzung und Synchronisation
Die deutschsprachige Synchronisation übernahm die SDI Media Germany GmbH in Berlin. Dialogregie führte Dennis Mohme, das Dialogbuch schrieb Werner Böhnke.
| Rolle             | Darsteller         | Synchronsprecher  |
| ----------------- | ------------------ | ----------------- |
| Aninha            | Arianne Botelho    | Lydia Morgenstern |
| Beatriz           | Chrystal Faini     | Charlotte Boon    |
| Großvater Nhanhão | Levi Ferreira      | Mathias Kunze     |
| Jorge             | Leandro Hassum     | Viktor Neumann    |
| Juliana           | Nina Caiaffa Neri  | Leni Mitschke     |
| Laura             | Elisa Pinheiro     | Sonja Spuhl       |
| Leozinho          | Miguel Rômulo      | Roman Wolko       |
| Luana             | Lola Fanucchi      | Berenice Weichert |
| Luiz Cláudio      | Rodrigo Fagundes   | Florian Halm      |
| Márcia            | Danielle Winits    | Heide Domanowski  |
| Onkel Victor      | José Rubens Chachá | Axel Lutter       |
| Oswaldinho        | Maurício de Barros | Tobias Lelle      |
| Ricardo           | Raul Gazolla       | Sven Brieger      |
| Soraia            | Giselle Lopes      | Nora Kunzendorf   |
| Teodora           | Louise Cardoso     | Denise Gorzelanny |